# 姫路市立城西小学校
姫路市立城西小学校（ひめじしりつ じょうさいしょうがっこう）は、兵庫県姫路市新在家2丁目に所在する公立小学校。

## 沿革
- 1942年（昭和17年）：船場国民学校より城西国民学校として分離・開校。
- 平成29年：城西小学校マーチングバンドが関西小学生バンドフェスティバルで金賞授賞。全国大会出場し銀賞授賞。マーチングバンド関西大会で金賞授賞。校舎の大規模改修工事が完了[1]。
- 平成30年：城西小学校マーチングバンドが関西小学生バンドフェスティバルで金賞授賞。マーチングバンド関西大会で金賞授賞。
- 令和元年：城西小学校マーチングバンドが関西小学生バンドフェスティバルで金賞授賞。全国大会出場。城西小学校マーチングバンドが関西マーチングフェスティバルで金賞受賞。城西小学校マーチングバンドが全国バンドフェスティバルで銀賞受賞。

## 通学区域
姫路城西部の船場地区のうち、船場小学校区より分離された龍野町以北を含む。
- 小利木町、柳町、鷹匠町、材木町、岡町、景福寺前、農人町、吉田町、龍野町一丁目、龍野町二丁目、龍野町三丁目、龍野町四丁目、龍野町五丁目、龍野町六丁目、柿山伏、岩端町、嵐山町、東辻井一丁目、東辻井二丁目、東辻井三丁目、東辻井四丁目、新在家中の町、西新在家一丁目、西新在家二丁目、西新在家三丁目、新在家、新在家一丁目、新在家二丁目、新在家三丁目、新在家四丁目。このほか車崎1丁目、山畑新田からも高岡小学校から船場小学校へ変更可能[2]。

※卒業後は基本的に姫路市立琴陵中学校に進学する。

## 通学区域が隣接している学校
- 姫路市立船場小学校
- 姫路市立高岡小学校
- 姫路市立安室東小学校
- 姫路市立城乾小学校
- 姫路市立野里小学校
- 姫路市立白鷺小中学校